# Jurignac
Jurignac è un comune francese soppresso e frazione del dipartimento della Charente nella regione dell'Aquitania-Limosino-Poitou-Charentes. Dal 1º gennaio 2016 si è fuso con i comuni di Aubeville, Mainfonds e Péreuil per formare il nuovo comune di Val des Vignes.

## Società

### Evoluzione demografica
Abitanti censiti